# Risoba mastawatae
Risoba mastawatae is een vlinder uit de familie visstaartjes (Nolidae). De wetenschappelijke naam van deze soort is voor het eerst voorgesteld als Acrapex mastawatae door Bernard Laporte in een publicatie uit 1984.
De soort komt voor in Ethiopië.